# Resurrection Remix OS
Resurrection Remix OS（简称RR）是一个面向智慧型手機和平板電腦的自由、免费、开放原始碼的Android系統分支。项目始于2012年，截至2018年2月，基于 Android Nougat 的 Resurrection Remix OS 已安装在超过900,000台设备上。2019年初，基于 Android Pie 的 Resurrection Remix 7.0 发布。